# Elisabeth Baulacre
Elisabeth Baulacre, född 1613, död 1693, var en schweizisk industrialist.
Hon drev ett företag som tillverkade guld- och silvertråd för textilier i Genève från 1641, och som från 1680 var den största industrin i Genève. 